# تلفريك جونية

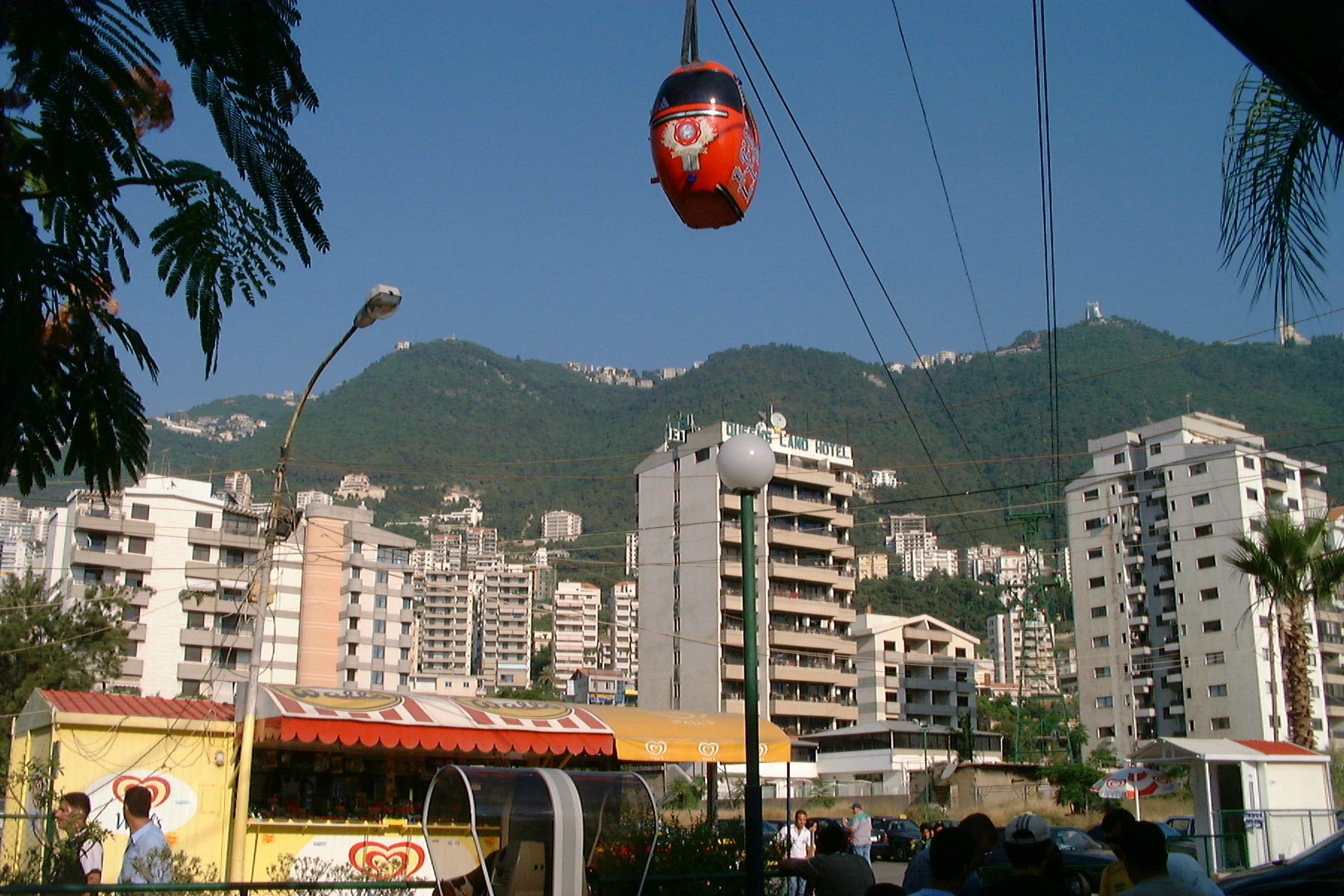
تلفريك جونية كما يُرى من الأرض.

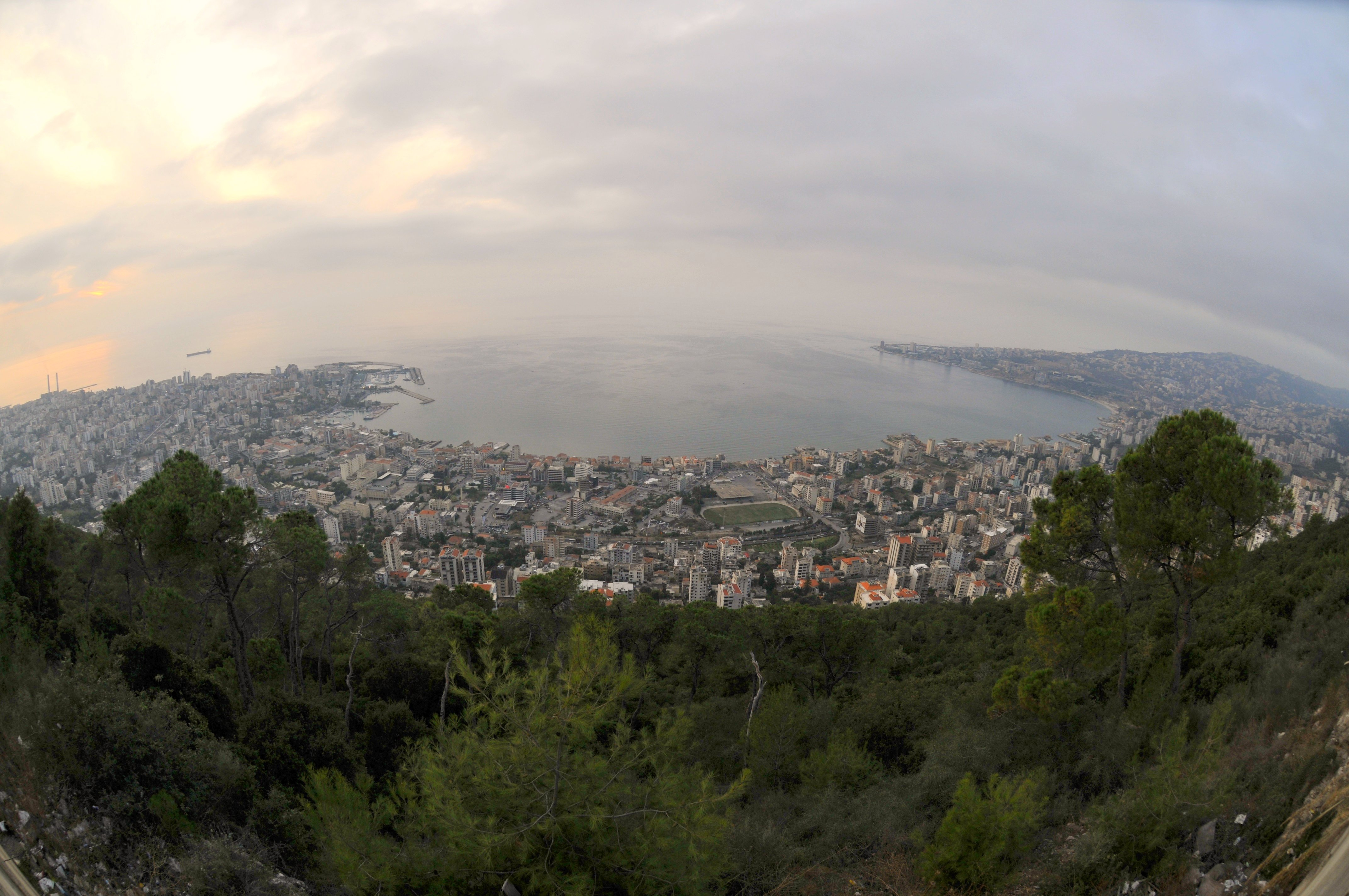
المنظر من الأعلى.

تلفريك جونية أو تلفريك لبنان بالنسبة للسياح الأجانب من أشهر معالم جبل لبنان ويبلغ ارتفاعه عند أعلى نقطة له 550 متر بينما يبلغ طوله 1570 متر ويصل بين خليج جونيه ومنطقة حريصا ويعتبر من أجمل الأماكن السياحية في جبل لبنان وبدأت فكرة إنشاء تلفريك جونيه من قبل بعض الشبان الذين كانوا يقومون برحلة مدرسية إلى مزار سيدة لبنان وحلموا بإنشاء وسيلة تنقل زوار هذه المنطقة بشكل مباشر من جونية إلى حريصا وبدأت بعدها عملية إنشاء التلفريك من قبل الحكومة وافتتح بشكل رسمي في عام 1965 ليصبح من أهم الواجهات السياحية في البلاد. ويبعد 16 كلم إلى الشمال من بيروت.
وتستغرق الرحلة بواسطة التلفريك تسع دقائق فقط والمسافة تقدر ب 1.5 كيلومتر (1 ميل) ويمتد خط التلفريك من خليج جونيه فوق الطريق السريع البحري والجبل شديد الانحدار وفوق أشجار الصنوبر على ارتفاع 650 متر ليصل إلى مزار سيدة لبنان في حريصا.  وتوفر الرحلة مناظر خلابة مذهلة  بما في ذلك مناظر بانورامية لخليج جونيه.  في الوقت الحالي تبلغ تكلفة الرحلة من جونيه إلى حريصا بواسطة التلفريك 11000 ليرة أو 7.33 دولارات أمريكية.  وتعتبر الرحلة واحدة من الأنشطة الأكثر شعبية للسياح في جونيه. 

## روابط خارجية
- موقع Téléphérique الرسمي